# Tabanus puteus
Tabanus puteus är en tvåvingeart som beskrevs av Ricardo 1911. Tabanus puteus ingår i släktet Tabanus och familjen bromsar.
Artens utbredningsområde är Sri Lanka. Inga underarter finns listade i Catalogue of Life.